# Johannes von Goes
Johannes von Goes (Bruxelas, 10 de fevereiro de 1612 - Roma, 19 de outubro de 1696) foi um cardeal do século XVII

## Biografia
Nasceu em Bruxelas em 10 de fevereiro de 1612. De família nobre. Seu sobrenome também está listado como Goessen, como Goess; e como Goës.
Entrou na corte do imperador Leopoldo I da Áustria. Encarregado de várias missões importantes e difíceis. conselheiro imperial. Depois de participar da batalha de Szentgotthárd, Hungria, 1664, na qual as forças austríacas derrotaram os turcos, decidiu ingressar na vida eclesiástica.
Nomeado bispo de Gurk pelo imperador da Áustria, 5 de outubro de 1675.
Ordenado (sem data encontrada). Celebrou sua primeira missa em 13 de dezembro de 1675. Nomeação para a sé de Gurk confirmada por Maximilian Gandolph von Künberg, arcebispo de Salzburgo, em 16 de janeiro de 1676. Consagrado em 2 de fevereiro de 1676, casa professa jesuíta, Viena, por Wilderich von Walderdorf, bispo de Viena, auxiliado por Thomas Palfy, bispo de Nitra, e por Leopold von Kollonitsch, bispo de Wiener Neustadt. Plenipotenciário imperial para as negociações da paz de Numegen, 1678-1679.
Criado cardeal sacerdote no consistório de 2 de setembro de 1686. Embaixador austríaco perante a Santa Sé, em 1686. Não participou do conclave de 1689, que elegeu o Papa Alexandre VIII. Recebeu o gorro vermelho e o título de S. Pietro in Montorio, em 14 de novembro de 1689. Participou do conclave de 1691, que elegeu o Papa Inocêncio XII.
Morreu em Roma em 19 de outubro de 1696, pelas 18 horas, no palácio romano dos duques de Caserta di Gaetani, na Via Lata, onde residiu durante vários anos. Exposto na igreja capuchinha de Santissima Concezione , Roma, onde o funeral ocorreu em 22 de outubro de 1696, e enterrado no meio dessa mesma igreja. Em seu testamento, ele deixou 25.000 ducati para a fundação de um hospital na Hungria.